# Камољи
Камољи (итал. Camogli) је насеље у Италији у округу Ђенова, региону Лигурија.
Према процени из 2011. у насељу је живело 4934 становника. Насеље се налази на надморској висини од 35 м.

## Становништво
| 1936. | 1951. | 1961. | 1971. | 1981. | 1991. | 2001. | 2011. |
| ----- | ----- | ----- | ----- | ----- | ----- | ----- | ----- |
| 7.923 | 9.046 | 8.281 | 7.253 | 6.709 | 6.033 | 5.516 | 5.481 |